# スコット・スタイナー
スコット・スタイナー（Scott Steiner、本名：Scott Rechsteiner、1962年7月29日 - ）は、アメリカ合衆国のプロレスラー。ミシガン州ベイシティ出身。WCW、WWEなどで活躍した。甥はWWEスーパースターのブロン・ブレイカー。

## 来歴
ミシガン大学にレスリング奨学生として入学、1983年にNCAA選手権に出場し、1984年にはロサンゼルスオリンピックの強化選手に選ばれるなどして活躍した。同じミシガン州出身のザ・シークのコーチを受け、1986年にプロレスラーとしてデビュー。
インディアナポリスのWWAやメンフィスのCWAなどを転戦してキャリアを積んだ後、1989年より、テッド・ターナーのNWAミッドアトランティック地区（ジム・クロケット・プロモーションズ）買収で発足したWCWに参戦。実兄リック・スタイナーとの "スタイナー・ブラザーズ" で活躍する。以降、WCW、WWF、新日本プロレスなど各団体のタッグタイトルを獲得し、1990年代を代表する兄弟タッグチームとして一時代を築き、フランケンシュタイナーを始めとする数多くのオリジナル技を開発した。
1997年末、WCWでリックと仲間割れしてヒールに転向し、nWoに加入。ハルク・ホーガンに薦められ、髪を金髪に染めてビルドアップされた肉体を誇示するなど、スーパースター・ビリー・グラハムをモチーフとしたキャラクターへのイメージチェンジを果たした。マイクパフォーマンスの達者さもあってヒール人気を獲得し、USヘビー級王座を獲得したり、スタイナー・リクライナー（変形キャメルクラッチ）でダイヤモンド・ダラス・ペイジを病院送りにするなどして活躍した。
WWFとの視聴率戦争に敗れ、業績不振と内部体制の混乱から主力選手を欠くようになっていた晩年のWCWにおいても、人気実力共にトップヒールとして常に主力であり続けた。2000年11月26日にはブッカー・Tを破りWCW世界ヘビー級王座を初戴冠。その後長期に渡り王座を保持し、リック・フレアーらと "マグニフィセント・セブン" なるユニットを結成するなどした。翌2001年3月26日、フロリダ州パナマシティにて行われた『WCWマンデー・ナイトロ』最終放送でブッカー・Tにタイトルを奪還されるも、王者として最後の舞台に登場した。

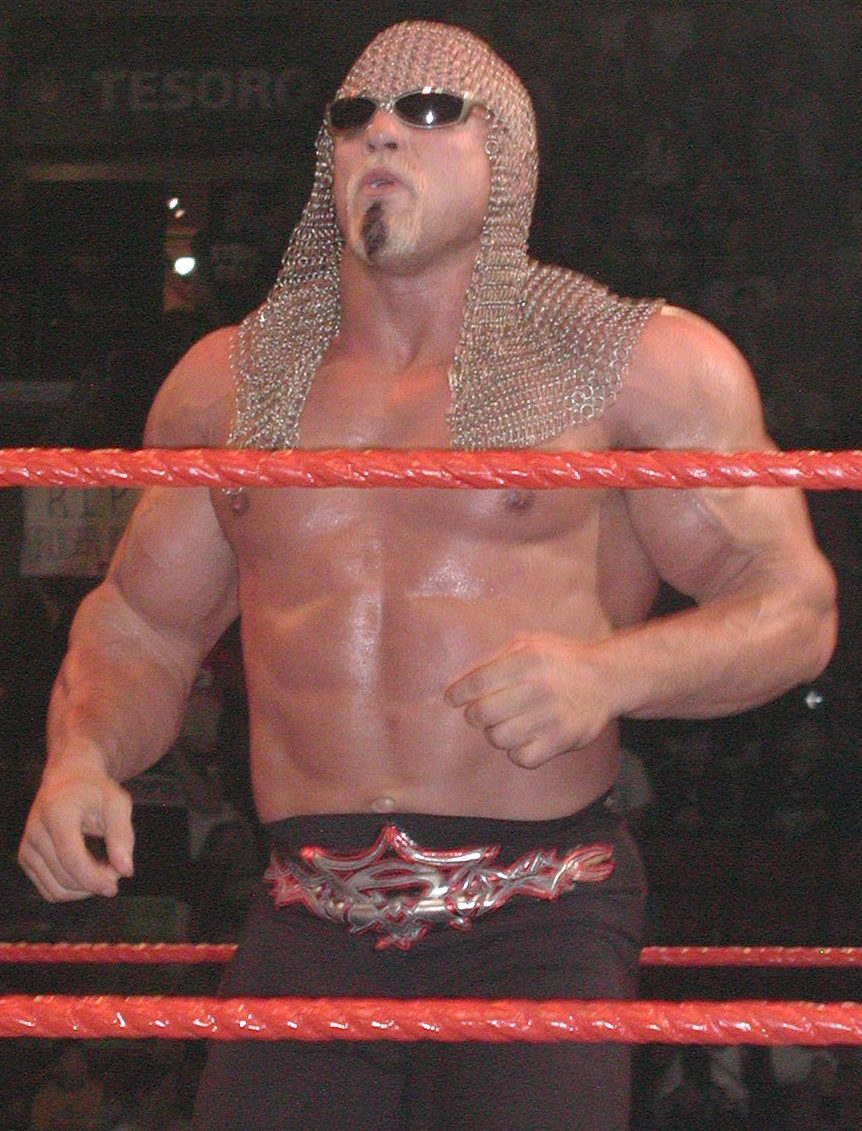
WWE所属時

WCW崩壊後はオーストラリアのワールド・レスリング・オールスターズを経て、2002年10月にWWEと再契約。フリーの超大物とされていたため参戦当初はRAW、スマックダウン間で双方のGMが勧誘合戦を展開。翌2003年1月よりRAWに所属後は、ベビーフェイスとしてトリプルHの保持していたWWE世界ヘビー級王座への挑戦者となる。しかし元々ヒール志向の上、決して器用な選手ではないために、2か月連続で行われた王座戦は、試合巧者トリプルHを相手にしながらも、2試合共にまったくの凡戦となった（この時期、トリプルHが振り下ろしたハンマーを真剣白刃取りで受け止めたことがある）。この大失態で翌月のレッスルマニア19では早くも出番を失い、以降はテストとの抗争やタッグを経るが次第に出番も少なくなり、2004年にリリースされ2005年からはノースカロライナ州のインディー団体UCWに出場した。
2006年よりTNAに参戦。ヒールとしてジェフ・ジャレットと組み、スティングやクリスチャン・ケイジらと抗争する。2007年にはチーム・ケイジのメンバーとなり、ヒールターンしたクリスチャンと共闘。しかし、5月のPPV "サクリファイス" にリック・スタイナーが登場し、その場でスタイナー・ブラザーズが復活、ベビーフェイスに転向した。以降はチーム3Dとの抗争を始めるが、6月4日に行われたハウス・ショーにて首を痛め、その日の深夜に呼吸困難のため病院に運ばれ緊急手術。2日間昏睡状態が続き生命が危ぶまれるも、1か月後に無事退院した。8月26日には全日本プロレスの両国国技館大会に来日。VOODOO-MURDERSのメンバーとして諏訪魔と組み、グレート・ムタ&TAJIRIと対戦した。

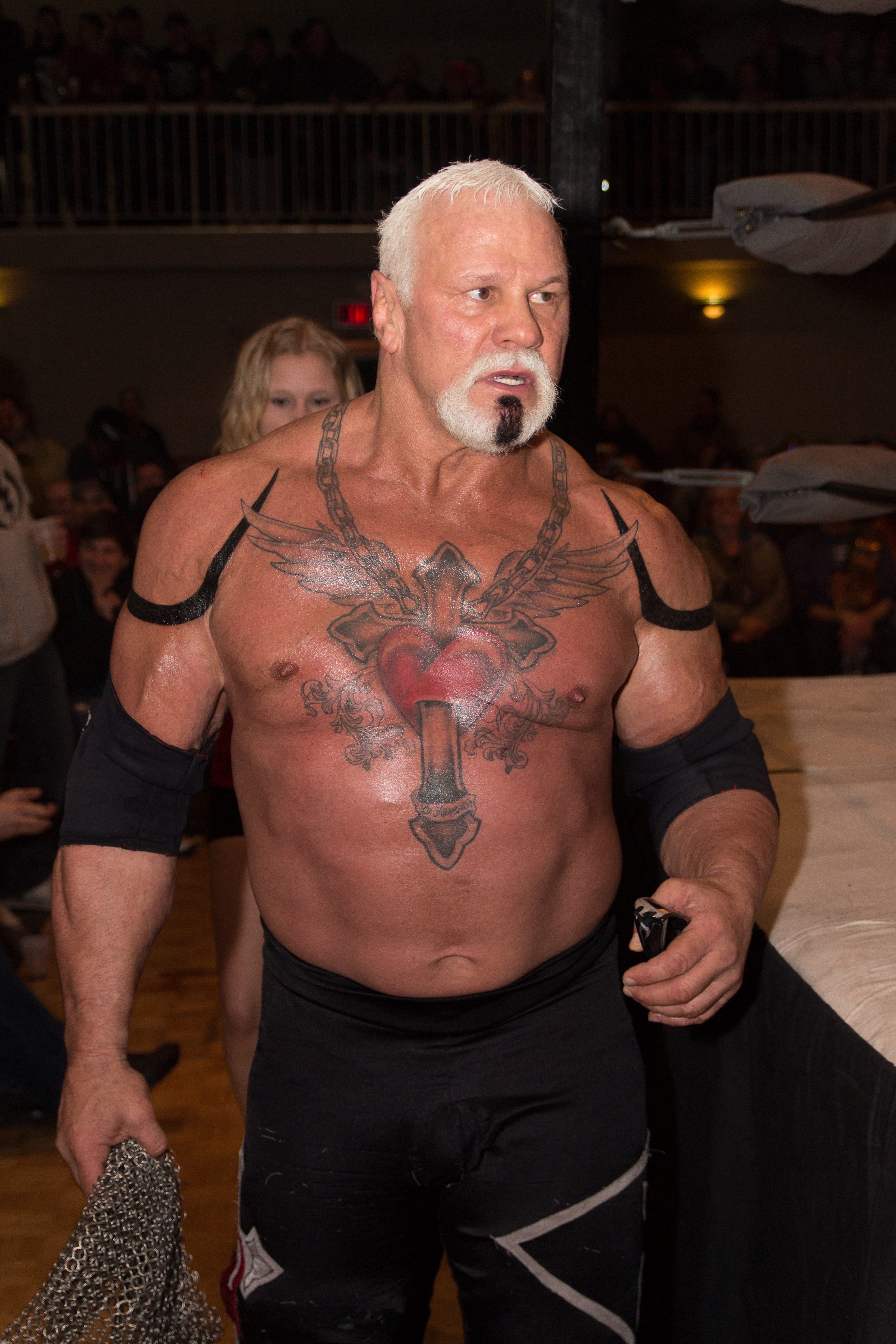
2013年

2008年にリックがTNAを離脱してからは、2009年よりWCW時代のライバルだったブッカー・Tと新チームを結成。8月16日にチーム3Dを破り、TNA世界タッグ王座を獲得した。タッグ王座陥落後からしばらくしてTNAを退団したが、2011年1月27日の放送において襲撃されたカート・アングルを救出する形で登場した。復帰後はロブ・テリーやマット・モーガンとの抗争、クリムゾンとのタッグチーム結成、ハルク・ホーガン率いるヒールユニット "イモータル" への加入などで活躍する。しかし、11月のPPV "Turning Point" を最後に登場しなくなり、数か月リングに上がらないまま2012年3月にTNAからリリースされた。
リリース後は各地のインディー団体で活動を続け、ヨーロッパのインディーにも進出している。2013年5月にはリックとのスタイナー・ブラザーズでイギリスのPCW（プレストン・シティ・レスリング）に参戦し、PCWタッグ王座を獲得。6月2日にはオランダのDPW（ダッチ・プロレスリング）でシングルのヘビー級王座も獲得した。同月22日の "House of Hardcore 2" にもスタイナー・ブラザーズで出場、エディ・キングストン&ホミサイドと対戦している。2015年5月18日にはGFWへの参戦を表明。同年6月7日にはニューヨークのBTW（ビッグ・タイム・レスリング）でロブ・ヴァン・ダムとシングルマッチを行った。
2022年4月1日、スタイナー・ブラザーズとしてWWE殿堂に迎えられた。

## ニックネーム
- ビッグ・パパ・パンプ（Big Poppa Pump）
- ビッグ・バッド・ブーティ・ダディ（The Big Bad Booty Daddy）
- フリークジラ（Freakzilla）
- ジェネティック・フリーク（The Genetic Freak）

## 決めゼリフ
- "So this goes to all my freaks out there: Big Poppa Pump is your hookup! Holla if ya' hear me!"
- "There is nothing finer than (doing the 69er with) Scott Steiner!"

## 得意技
パンプアップされた肉体から繰り出す馬力と瞬発力を利用した豪快な力業、さらに対戦相手を危険な角度で落とす投げ技が持ち味。1990年代後半からのキャラクターチェンジ前後でファイトスタイルは大幅に変わった。

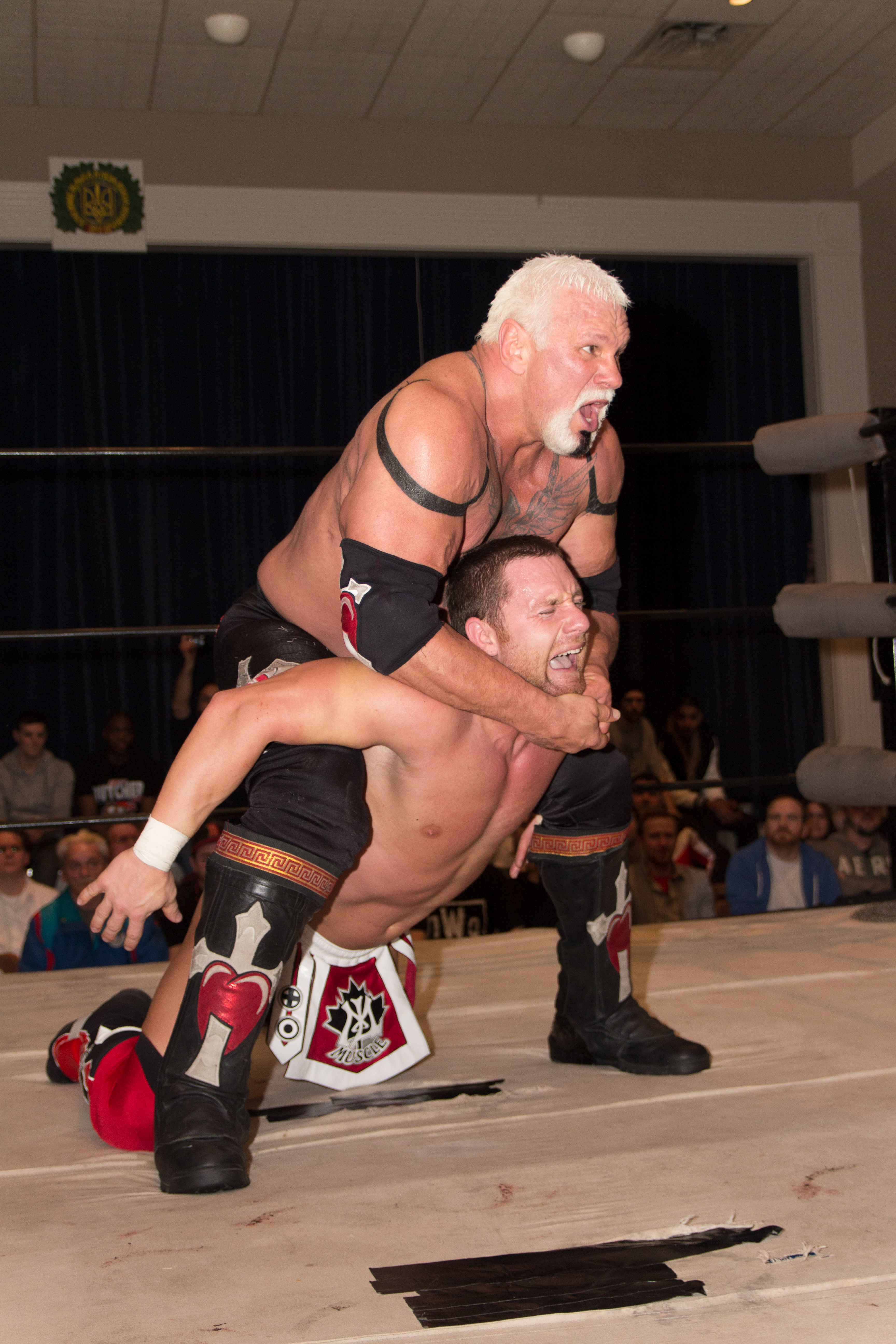
スタイナー・リクライナー

### フィニッシュホールド
スタイナー・リクライナー（Steiner Recliner）
キャラクターチェンジ以後使用し始めた、スタンディング式の変形キャメルクラッチ。通常とは違い、自らが前屈に近い状態になり、膝立ち状態の相手の腕と首をロックするような形で締め上げる。全盛期のWCW末期は、スティングやゴールドバーグ、ダイヤモンド・ダラス・ペイジらの大物選手を下すなど、勝ち星を積み重ねていった。WWE所属時には首のみをクラッチするような普通のキャメルクラッチになっていたが、それ以前にほとんど見せることが無かった。
スタイナー・スクリュー・ドライバー（Steiner Screw Driver / Steiner Square Driver / Steiner Death Drop）
通称「SSD」。
ブレーンバスターの体勢で抱え上げてからリバース・パイルドライバーのように落とすオリジナル技。完全に決まると相手が受身を取れないような状態になり、あまりにも危険なため現在は封印している。

### 打撃技
エルボー
エルボー・スタンプ
バック・ハンド・チョップ
ナックルパンチ
クローズライン
スタイナー・ライン（Steiner–Line）
タックルのような体勢から走り込んで放つフライング・クローズライン。試合の中盤の繋ぎ技として使うことが多い。また、ここからポーズを決めてエルボー・ドロップを落とし、直後に腕立て伏せをするのが一連の動き。
エルボー・ドロップ

### 投げ技
スープレックス
バーティカル・スープレックス
スーパープレックス
フランケンシュタイナー（Frankensteiner）
プロレスの空中殺法の一種でこの技の元祖。日本ではこの技のインパクトが強すぎたため、ウラカン・ラナ系の技全般をフランケンシュタイナーと呼称する風潮がある。肉体改造後は封印状態だったがTNAに移籍してからは再び使い始めた。現在は雪崩式のみ使用している。
ティルト・スラム（Tilt slum）
ケブラドーラ・コン・ヒーロの体勢で相手を担ぎ上げ、そのまま前方に倒れ込んで背中を叩き付けるカウンター技。尻餅をつくような体勢で叩き付けることもある。この技もスコットが元祖である。
スタイナー・フラットライナー（Steiner Flatliner）
リバースSTOあるいは河津落としコンプリート・ショットとも呼ばれ、同技とほぼ同型。スコットのそれは両腕でガッチリとロック（肩固めのような状態）し、マットに叩き付けるまで離さない工夫がなされている。WWE時代に「ノヴァケイン（Novakane）」の名称で使用。
スタイナー・ドライバー（Steiner Driver）
別名：フリップ・スープレックス。ダブルアーム（リバース・フルネルソン）の体勢から持ち上げて片腕のクラッチを解いて横方向に捻り投げ捨てるオリジナル技。
ベリー・トゥ・ベリー
相手に正面から組み付き、勢いをつけて後方に反り投げる技。捻りが効いているため、カート・アングルやブロック・レスナーのベリー・トゥ・ベリーとは一味違うものになっている。だが、前述のトリプルHとの抗争時、この技のみを多用していたため、観客からはこの技を出す度にブーイングを喰らっていた。雪崩式も使用。
DDT
リバースDDT
WWE時代、トリプルHとのタイトル戦線から降格直後に使用し始める。
リバースフランケンシュタイナー
相手の背後から飛び乗りそのままフランケンシュタイナーで投げさるリバースバージョン。使用頻度は少なかった。
Tボーン・スープレックス
タイガードライバー
ミリタリー・プレス・スラム
コーナーでのチョップと背中へのパンチの連打
ムーンサルト・フォールアウェイスラム

## 獲得タイトル
WWA（インディアナポリス版）
- WWA世界ヘビー級王座 : 1回
- WWA世界タッグ王座 : 1回（w / ジェリー・グラハム・ジュニア）

NWA / WCW
- NWA世界タッグ王座（ミッドアトランティック版） : 1回（w / リック・スタイナー）
- NWA USタッグ王座（ミッドアトランティック版） : 1回（w / リック・スタイナー）
- WCW世界ヘビー級王座 ： 1回
- WCW USヘビー級王座 ： 2回
- WCW世界タッグ王座 ： 6回 （w / リック・スタイナー×6）
- WCW世界TV王座 ： 2回

WWF / WWE
- WWF世界タッグ王座 : 2回（w / リック・スタイナー）
- WWE殿堂 : 2022年度（スタイナー・ブラザーズとして）

新日本プロレス
- IWGPタッグ王座 ：2回（w / リック・スタイナー） ※第16代、第19代

WWA（オーストラリア版）
- WWA世界ヘビー級王座 : 1回

TNA
- TNA世界タッグ王座 ： 1回（w / ブッカー・T）

その他インディー
- SSCWヘビー級王座 ：1回
- WWWAヘビー級王座 ：1回
- NWAミッドアトランティック・ヘビー級王座 : 1回 ※2000年代の復活版
- NWAミッドアトランティック・タッグ王座 : 1回（w / リック・スタイナー） ※2000年代の復活版
- PWAタッグ王座 ：1回（w / リック・スタイナー）